# 마리온 램지
마리온 램지(영어: Marion Ramsey, 1947년 5월 10일 ~ 2021년 1월 7일)는 미국의 텔레비전 배우, 영화배우, 가수이다.
필라델피아에서 태어났으며 2021년 1월 7일 사망하였다.

## 영화
- 데스 스파이더 (2015년)
- 리턴 투 바빌론 (2013년)
- 폴리스 아카데미 6 (1989년)
- 폴리스 아카데미 5 - 마이애미 비치 임무 (1988년)
- 폴리스 아카데미 4 - 시민 순찰대 (1987년)
- 폴리스 아카데미 3 - 재훈련 (1986년)
- 폴리스 아카데미 2 - 첫임무 (1985년)
- 폴리스 아카데미 (1984년)